# IEC 62196 Type 2

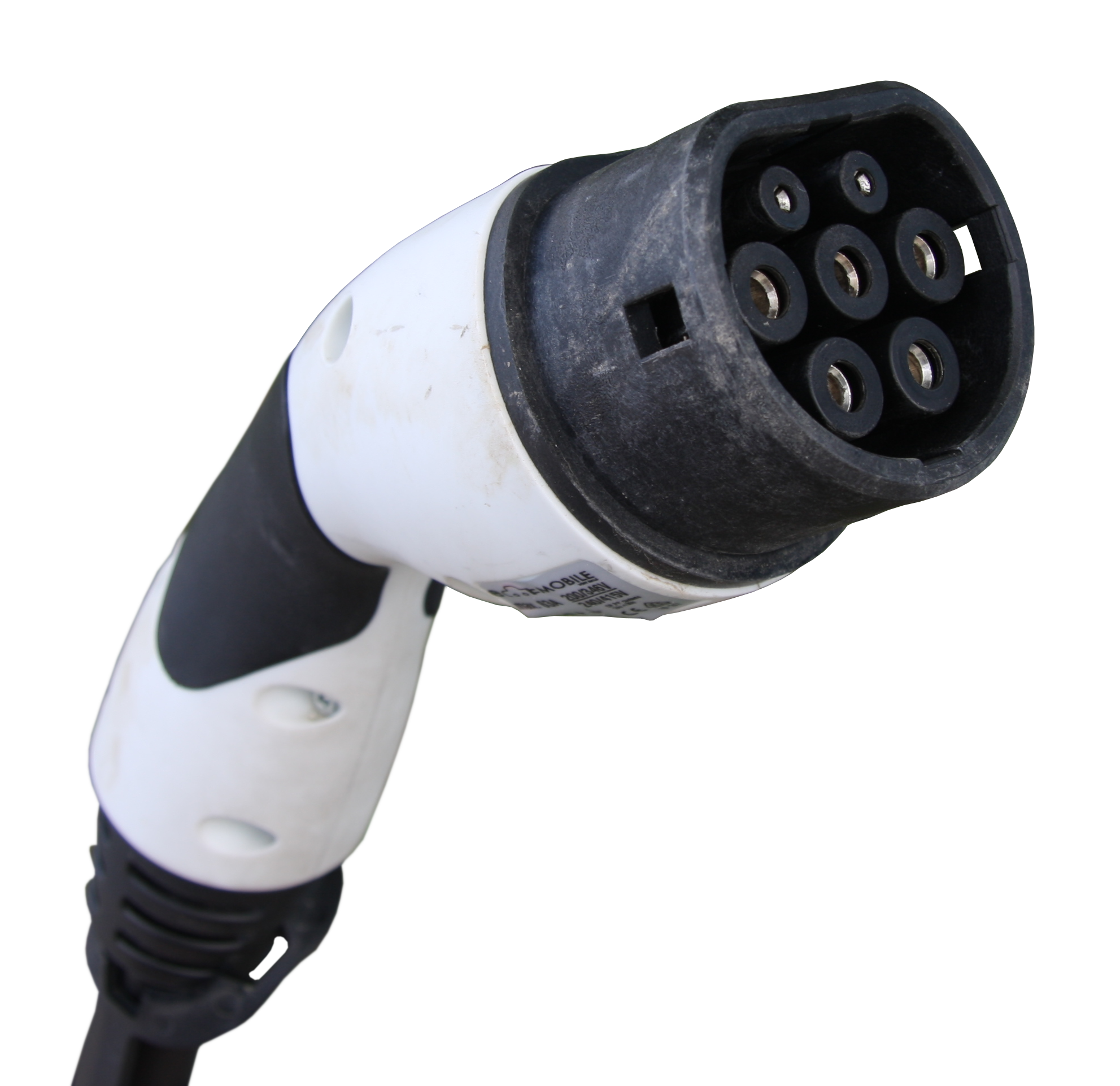
Een IEC 62196 Type 2-connector

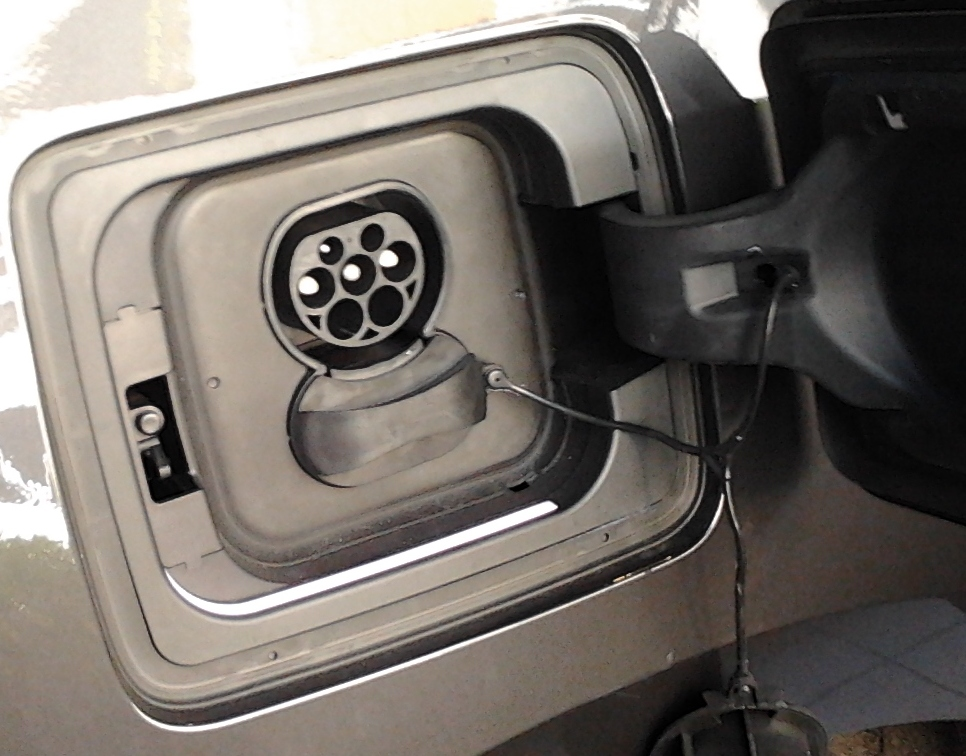
Een elektrische auto met een Type 2-connector

IEC 62196 Type 2, Type 2-connector of Mennekes (vanwege de Duitse ontwerper), is een internationale standaard die een serie stekkerverbindingen en oplaadmodi beschrijft voor elektrische voertuigen. De norm wordt onderhouden en bijgewerkt door de International Electrotechnical Commission (IEC).

## Beschrijving
De Type 2-connector werd ontworpen in 2009 door Mennekes, een Duitse fabrikant van industriële stekkers en aansluitingen, volgens de IEC 62196-2-standaard en werd begin 2013 gekozen door de Europese Commissie als standaard oplaadstekker binnen de Europese Unie.
Het connectortype heeft zeven contacten; drie fasen wisselspanning, een nuldraad, een aarde en twee signaalcontacten. De connector kan voertuigen opladen met een maximaal vermogen van 43 kW.
In Europa wordt de Mennekes-stekker als standaard gebruikt, die ondersteuning heeft tot driefasen. In de Verenigde Staten en Japan wordt de J1772-stekker gebruikt.
Voor Europese Tesla-voertuigen wordt een aangepaste vorm van de Type 2-connector gebruikt, in plaats van de door Tesla zelf ontwikkelde oplaadstekker. Voor het relatief snel opladen bij Superchargers worden voor deze voertuigen CCS-stekkers gebruikt. Deze aanpassing is gedaan om te voldoen aan de Europese normen.
In Frankrijk en Italië was vanaf 1999 tot 2013 ook een Type 3-connector (officieel: IEC 62196-2 Type 3) in gebruik voor het opladen van elektrische voertuigen. Deze Type 3 werd in januari 2013 uitgefaseerd.

## Kenmerken
| Kenmerk   | Type 2 (Mennekes)                                                          |
| --------- | -------------------------------------------------------------------------- |
| Fase      | driefasen                                                                  |
| Stroom    | 1×80A (enkelfase) 3×63A (driefase)                                         |
| Spanning  | 230/400V (AC) max. 500V (AC)                                               |
| Pinnen    | 7                                                                          |
| Contacten | vier spanningvoerende contacten, een aardgeleider en twee signaalcontacten |
| Afmeting  | 70 mm (diameter)                                                           |
| Schema    |                                                                            |